# Desmiphora obliquelineata
Desmiphora obliquelineata là một loài bọ cánh cứng trong họ Cerambycidae.